# 白馬高地の戦い
白馬高地の戦い（日本語：ペンマコジのたたかい、はくばこうちの-、韓国語：백마고지 전투（白馬高地戰鬪）、中国語：白马山战役、英語：Battle of White Horse Hill）は、朝鮮戦争中の1952年10月6日に開始された国連軍及び中国人民志願軍による戦闘。
395高地（韓国語：395고지、英語：Hill 395、中国語：394.8高地）をめぐって14日間、12回にわたる争奪戦を繰り広げ、頂上の主が7回も入れ替わるほどの激戦であった。この戦闘で国連軍は21万9954発、中共軍は5万5000発の砲弾を使用した。

## 経緯
1952年、鉄原-金化地区では、アメリカ軍第9軍団が7月中旬に西から韓国軍第9師団、アメリカ軍第7師団、韓国軍第2師団を第一線に配置するとともに、アメリカ軍第40師団を予備として控置し、中共軍第15軍、第38軍と対峙していた。夏の間は小康状態を保っていたが、秋になると中共軍が第9軍団の前哨陣地に対する大々的な攻撃をかけてきたため、国連軍も限定的ながらも積極的な攻勢をとることで熾烈な高地争奪戦が展開された。
第9軍団左翼の第9師団は1951年10月17日から鉄原地域に投入され、395高地から中江里（중강리、ジュンガンリ）までの11キロにわたる鉄原平野を防御していた。第9師団正面には中共軍第38軍の第114師第340団、第324団が配備されており、第113師が左隣接部のアメリカ軍第2師団正面に、第112師が予備として南山谷（남산골、ナムサンゴル）付近に配置されていた。
第9師団の主抵抗線は、左端の395高地を除く大部分が鉄原平野を横切る開豁地であった。一方、中共軍は暁星山をはじめ有利な高地を占領して第9師団の防御地域を瞰制（かんせい）していた。そのため全般的に第9師団の防御は脆弱であり、さらに師団の主抵抗線5キロ前方にある蓬莱湖（봉래호、ボンレホ）は作戦地域内の駅谷川（역곡천、ヨクゴクチョン）を氾濫させるため、師団の作戦に大きな影響を及ぼした。
第9師団は9月22日から左第一線に第30連隊、右第一線に第29連隊を配置し、第28連隊を予備とする一方で、その他に配属された第51連隊を大隊単位で運用して主抵抗線を防御していた。395高地の防御を担当した第30連隊は、395高地に第1大隊、中馬山（중마산）一帯に第2大隊、駅谷川南岸に予備の第3大隊を配置していた。
第30連隊が占領していた395高地は、鉄原と駅谷川渓谷を見下ろす主要な地形であった。高地の東、南、西は駅谷川に事実上囲まれており、高地を隔離して比較的狭い地形に攻撃を集中させることができる点で、中共軍の任務を単純化したかのように見えた。しかし川の北側にある国連軍陣地は395高地と西側の281高地（通称矢じり高地（화살머리 고지）、Arrowhead Hill）だけであり、この高地の喪失は第9軍団が南に撤収することを余儀なくされ、さらに西側の第1軍団の側面を暴露し、ソウルを脅かす可能性を持つ経路を開くことになる。ここを中共軍に占領されれば鉄原平野を瞰制されるだけでなく、国連軍の兵站線である国道3号線をはじめとする多くの補給路が使用できなくなる。また395高地が国連軍の手中にあれば、軍事境界線はその北を通るため中朝軍はそこから2キロ撤退せざる得なくなり暁星山の稜線を陣地線として使えなくなるが、逆に中朝軍が手中に収めれば、軍事境界線は駅谷川河川を通るため、中朝軍の陣地は極めて強固なものになってしまう。したがって第9軍団長ジェンキンス中将は戦術的にも戦略的にも重要な高地を単なる前哨陣地として扱わないようにした。そのためここには堅固な防御陣地が構築されていた。また395高地西側の281高地にも坑道と鉄筋コンクリート製の掩体壕群が構築されていた。この2つの高地は国連軍にとっては進行の助けとなり、中共軍にとっては大きな障害であった。
当時第9師団は敵の企図について、395高地を奪取し、鉄原平野を制圧するとともに大攻勢の基盤を構築し、鉄原を中心とした広範囲の地域を統制することで、中部戦線で戦略的支点を確保し、自軍に大きな影響を及ぼそうとするものと判断し、防御態勢を強化した。
金鐘五少将は、将兵に中共軍の戦術を徹底的に教育させ、夜間射撃と白兵戦訓練を繰り返した。さらに塹壕はすべて有蓋壕にし、負傷兵が退避することができる施設を構築した。また砲兵を適時に動員できれば自軍の被害を最小限にして敵には十分な打撃を与えることができると考え、第9軍団長のジェンキンス中将と相談して砲兵支援が不足しないように措置した。そのため第9師団には榴弾砲大隊3個、重迫撃砲中隊1個、戦車中隊1個の他に、第9軍団から米軍砲兵大隊3個と戦車中隊1個、それ以外に韓国軍砲兵大隊が配属された。
気象は晴天が続き、夜間も月光により比較的観測が良好であるため、国連軍の航空支援に有利であった。
全戦線にわたり中共軍の攻勢の兆候が出始めたので、偵察と警戒を強化していたが、10月3日、395高地東側の284高地で第38軍の第340団第7連文化教員の谷中蛟が投降。投降者の供述から以下の事が判明した。
- 攻撃開始：10月4日24時～6日1時の間に別途で選ぶ時刻。
- 主攻部隊：第114師団第340連隊。
- 増援部隊：第112師団の1個連隊。
- 準備期間：6月以降の3か月。
- 特殊訓練：平康西北側の上甲里及び下甲里に395高地の縮小模型を作成し、地形に慣れる予行練習を反復。
- 砲弾準備：支援砲撃に十分な各種砲弾を貯備。
- 特殊装備：各中隊ごとに鉄条網破壊筒及び地雷筒を60個ずつ確保。
- 個人装備：個人に8個の手榴弾と160発の小銃実弾を支給。
- 防寒服支給：395高地を占領したならば、長期間確保するため越冬用防寒服を支給予定。
- 非常手段：395高地を孤立させるために駅谷川を氾濫させる目的で蓬莱湖水門を一時開放。

金鐘五少将は、10月4日までに第28連隊第3大隊を高地近くの支援位置に、主抵抗線から離れていた他の連隊も予備の反撃部隊として使用できるように配置した。これによって第9師団は395高地の防御兵力を2個大隊に増強するとともに、師団予備をもって直ちに反撃できるように措置し、偵察を強化した。駅谷川の氾濫に備えて1週間分の食糧、飲料水、弾薬などを備蓄するよう命じた。戦車と対空砲は高地の側面に谷からの接近を防ぐように配備された。
10月4日夜、予想された中共軍の攻撃は開始されなかったが、金鐘五少将は攻撃が差し迫っていると感じ、隷下の部隊にさらに3日間現在の位置を維持するように命じた。
第5空軍は中共軍の攻撃の勢いを削ぐために、10月3日から6日まで19回にわたって中共軍後方一帯の爆撃を実施した。また中共軍も10月3日から砲撃を強化し、10月5日午後5時から翌6日午後5時までの間、2,000発の砲弾を集中させた。

## 編制

### 国連軍
- 第9軍団 軍団長：ルーベン・ジェンキンス（英語版）中将
  - 第9師団 師団長：金鐘五少将
    - 第28連隊 連隊長：李周一大領
      - 第1大隊 大隊長：金三曾大尉
      - 第2大隊 大隊長：尹永模少領
      - 第3大隊 大隊長：崔昌龍中領

    - 第29連隊 連隊長：金鳳喆大領
      - 第1大隊 大隊長：李大哲少領
      - 第2大隊 大隊長：金慶珍（朝鮮語版）少領（10月11日戦死）、朴應格大尉（10月13日から）
      - 第3大隊 大隊長：朴燦剛中領

    - 第30連隊 連隊長：林益淳大領
      - 第1大隊 大隊長：金永先少領
      - 第2大隊 大隊長：金祥玉少領
      - 第3大隊 大隊長：趙南國少領

    - 第30砲兵大隊 大隊長：權五明大尉
    - 第9重迫撃砲中隊 中隊長：文逸秀大尉

  - 配属部隊
    - 第51連隊 連隊長：全富一大領
      - 第1大隊 大隊長：李基完少領
      - 第2大隊 大隊長：朴哲遠少領
      - 第3大隊 大隊長：金白泳少領

    - 第53戦車中隊 中隊長：趙七星大尉

  - 支援部隊
    - 第1砲兵団 団長：朴秉柱中領
      - 第51砲兵大隊 大隊長：孫善陽少領
      - 第52砲兵大隊 大隊長：河永燮少領

    - 第50砲兵大隊（10月7日午前12時から第1砲兵団の作戦統制[22]）
    - 米第2ロケット砲隊（M16 4.5インチロケット砲、第1砲兵団の作戦統制[22]）
    - 米第2化学迫撃砲大隊A中隊（4.2インチ迫撃砲、第1砲兵団の作戦統制[22]）
    - 米第213砲兵大隊（155ミリ曲射砲、米第17砲兵大隊B中隊を作戦統制、第1砲兵団の一般支援及び火力増員[22]） 大隊長：レオン・ハンフリー中佐[23]
    - 米第937砲兵大隊（155ミリ平射砲、米第424砲兵大隊A中隊を作戦統制、第9軍団の一般支援[22]）
    - 米第955砲兵大隊（155ミリ曲射砲、10月13日まで第1砲兵団の一般支援及び火力増員[22]）
    - 米第49砲兵大隊（8インチ曲射砲、10月7日12時から第1砲兵団の火力増員、10月9日8時付で第51連隊の直接支援に変更[22]）
    - 米第36工兵探照燈中隊2個班（第1砲兵団の作戦統制[22]）
    - 米第73戦車大隊（M46戦車、最初のC中隊が第9師団の作戦統制を受け、戦闘期間中は中隊を継続的に交代[22]）
    - 米第140防空大隊1個班（第1砲兵団の作戦統制[22]）
    - 米第5空軍
- 第1軍団 軍団長：ポール・ケンドル（英語版）中将
  - 第2師団 師団長：ジェームズ・C・フライ（英語版）少将
    - 第23連隊
      - フランス大隊（フランス語版） 大隊長：ラウル・マグラン＝ヴェルナリー（フランス語版）中佐

### 中国人民志願軍
- 第38軍 軍長：江擁輝
  - 第112師 師長：楊大易（中国語版）
    - 第334団
    - 第335団
    - 第336団

  - 第113師 師長：唐青山（中国語版）、副師長：江潮、政治委員：于敬山（中国語版）
    - 第339団

  - 第114師 師長：翟仲禹[24]
    - 第340団
    - 第341団
    - 第342団 団長：朱家礼[25]

## 戦闘

### 第1次攻防戦
10月6日朝、蓬莱湖の堰を破壊して駅谷川を氾濫させ、同日夜（午後7時15分頃）に第114師の6個連（中隊）と2個排（小隊）が、山砲野砲榴弾砲116門、自走砲4門、戦車8両の支援下で、5方向からの395高地攻撃を開始した。中共軍の攻撃はよく計画され支援されており、午後7時から翌日午前1時までの6時間に砲弾2,500発を韓国軍の防御部隊に撃ち込んだ。第9師団は事前準備のおかげで、障害物と塹壕が無力化されたが人的損害は大きくなかった。第9師団は中共軍砲兵に対して強力な対砲兵射撃を実施した。米軍の航空偵察や中共軍帰順者などを通じて中共軍の砲陣地を正確に把握していた。これを基に対砲兵射撃計画を作成し、第9軍団と共有して韓国軍だけでなく米軍砲兵にも計画を受領して射撃準備をしていた。さらに中共軍の砲撃に対して弾痕分析をして新たに確認された砲兵にも制圧射撃を実施した。
第340団は1個営（大隊）を高地の主峰から北に長く突き出ている稜線に、1個営を主峰に投入した。高地主峰の東側に配置された第10中隊（中隊長：方硝鎬大尉）と第3中隊（中隊長：金晶植大尉）の正面に1個連、駱駝稜線（別名花郎高地）と名付けられた北側前哨陣地の第11中隊（中隊長：孫月用大尉）に左右側面から1個営が攻撃した。第9師団右第一線の第29連隊第3中隊（中隊長：李暁星大尉）が配置されていた259高地にも陽動と思える中規模から大規模の部隊が現れた。中共軍の攻撃が始まると国連軍砲兵は一斉に砲撃を開始した。第1砲兵団隷下の第52砲兵大隊と第9師団の第30砲兵大隊、第9重迫撃砲中隊は接近経路上に露出した攻撃隊列を集中強打し、中馬山（395高地東側1.2km）の稜線に配置された第53戦車中隊の1個小隊と第73戦車中隊の1個小隊は第3中隊正面に接近する攻撃梯隊の側面を猛打した。また讀書堂下里付近に布陣した第213砲兵大隊と第955砲兵大隊は、暁星洞一帯の予想砲陣地及び集結地に155mm砲による砲撃を実施した。第30連隊は3回にわたる攻防戦を展開し、中共軍に大きな被害を与えて撃退した。

### 第2次攻防戦
国連軍の正確な集中火力と第11中隊の勇戦によって第1次攻撃に失敗した中共軍は攻撃を停止してからわずか25分後の午後8時40分に第2次攻撃を開始した。第38軍は予備の第112師第334団の1個営を第10中隊と第3中隊正面に投入した。下眞明洞南側の開闊地接近路を確保する意図があると推測し、師団長は師団予備の第28連隊に出動準備させ、支援火力を正面に集中させた。第10中隊と第3中隊は第1次攻撃で破損した陣地を補修する間もなく中共軍を迎えることになり、月光と照明弾により先発の1個連に後続して1個営規模の部隊が下眞明洞南側に広がる野原を埋めているように見えた。火砲が集中しているにもかかわらず中共軍は韓国軍陣地に接近し、最後の阻止線を挟んで激しい射撃戦と手榴弾戦が展開された。
第1大隊は火力を総動員して中共軍に出血を強要していたが、午後10時になって第10中隊第2小隊（小隊長：徐虎潤少尉）の左側陣地の一部が突破された。この時、第9重迫撃砲中隊の観測兵は、歩兵が陣地から退いたにもかかわらず、現地の洞窟に残り無線で中共軍の状況を報告し、効果的な陣内射撃を実施した。第9重迫撃砲中隊は迫撃砲8門のうち6門が壊れるほど積極的な火力支援を行った。第10中隊はすぐに第3小隊（小隊長：崔順榮少尉）を支援部隊として投入して、第2小隊と第3小隊は激しい白兵戦を展開し、中共軍は突破口を拡大しようと後続の兵力を投入して圧力をかけていた。第1大隊長は第10中隊の状況を連隊に報告する一方で、第3中隊に主峰東南側と後斜面に阻止陣地を設置し、第10中隊の兵力損失を勘案して一時撤退を命じた。これまで第30連隊の逆襲命令を受けた第9中隊（中隊長：朴志遠大尉）でさえ中共軍の火網にかかり、敵前50メートルを前にして突破できないでいた。
このような戦況報告を受けた師団長は、強力な反撃を敢行すると決心し、予備の第28連隊第1大隊と師団捜索中隊（中隊長：姜章憲大尉）を第30連隊に配属させ、増援部隊として第28連隊第2大隊を255高地に移動させた。第9師団の全支援火力を中共軍の占領地域に集中させ、午後11時20分頃に第1中隊と第2中隊が左右から攻撃を開始した。中共軍は持ちこたえることができず、多くの遺体と装備を遺棄して下眞明洞北側に後退し、同じ頃駱駝稜線と第30連隊第3中隊を攻撃していた部隊も後退した。主陣地を完全に奪還した大隊は中共軍の逆襲に備えて陣地再編成を急いだ。
最初の夜で中共軍は推定1,500名の死傷者を出した。
この日の夜、中共軍は395高地の攻撃に先立ち、395高地の西南方3キロの地点にある281高地に大々的な攻撃を開始した。第113師は15個砲兵連の支援の下で3個連と1個排を投入した。この攻撃は395高地に対する陽動作戦と判断されたが、ここに配置されていたフランス大隊は支援火力の掩護下に白兵戦を展開し、中共軍の波状攻撃を撃退した。

### 第3次攻防戦
10月7日午前0時40分、中共軍は395高地の攻撃を再開し、1,000発の砲撃後、2個営をもって前哨陣地を包囲して圧力をかけてきた。中規模から大規模の部隊が高地東側稜線の第3中隊正面に浸透、続いて同規模の部隊が南の第28連隊第1中隊正面に殺到し、さらに50分後の午前1時30分には395高地西側の第30連隊第1中隊正面に増強された大隊規模の部隊が出現して395高地側後方に攻撃した。これにより韓国軍は三方から攻撃を受けることになり、師団長はすぐ戦術爆撃を要請し、全砲兵火力を主陣地前面に集中させた。第1砲兵団（105ミリ砲32門）、第213及び第955砲兵大隊（155ミリ砲32門）、第9重迫撃砲中隊（4.2インチ迫撃砲7門）が弾幕射撃を実施し、中馬山の第53戦車中隊と第73戦車中隊は戦車砲で梯隊の側面を攻撃した。午前2時10分頃、4機のB-29爆撃機が1000ポンド爆弾を投下した。
攻撃は第30連隊第1大隊に集中し、主峰と駱駝稜線の間の高地中間部分に突破口を形成しようとしていた。中共軍の1個連が主峰東側の第3中隊を攻撃し、続いて2個連が主峰西側の第1中隊と主峰西南側稜線の第2中隊を攻撃した。また前哨陣地である駱駝稜線に配置された第11中隊にも増強された1個連が上眞明洞方面から攻撃を開始した。このため第1大隊は死闘を繰り広げることになり、これまでの中共軍の集中砲撃により散兵壕と交通壕が破壊されたため、兵士達は体が露出した状態で射撃しなければならなかった。このような状況でも兵士は勇戦し、実弾が無くなれば死んだ戦友の弾薬帯から補充し、中共軍兵士が迫れば銃剣を振り回して突進した。第9師団は全火力を総動員して弾幕射撃と阻止射撃を実施し、中共軍の増強を阻止した。やがて中共軍の勢いは徐々に衰え、午前5時10分頃に撤退し始めた。同じ頃、駱駝稜線の第11中隊も中共軍を撃退したが、浸透した兵力の一部が主峰西側の無名高地に集結し、次の作戦を準備した。この無名高地は容易に接近できる緩やかな傾斜で構成され、駱駝高地と395高地西側を脅かすことができるため、第9師団は無名高地に火力を集中して中共軍を追い払おうとしたが、成果は得られなかった。

### 第4次攻防戦
中共軍は無名高地を確保し、兵力を増強して駱駝稜線と395高地を遮断しようとした。国連軍の制圧射撃を受けても無名高地の兵力を2個連に増強させ、第9師団は前哨陣地との接続を維持するため無名高地の中共軍を駆逐することにした。第30連隊は予備隊である第3大隊を投入し、第3大隊は第9中隊と第10中隊を主攻にして午後2時頃に攻撃を開始した。攻撃を予想していた中共軍は韓国軍の攻撃と同時に砲撃を開始し、暁星山の野砲と396高地と500高地から発射される直射火力であり、また無名高地の2個連は拠点を固守する覚悟で必死に抵抗した。米第5空軍所属のF-80とF-84の各1個編隊が6回にわたって上眞明洞-500高地-暁星山一帯の砲陣地に3000ポンドの爆弾を投下し、無名高地には機銃掃射とナパーム弾を浴びせた。また第53戦車中隊の1個小隊は牛尾洞付近の道路に進出し、無名高地を強打した。国連軍の強力な支援火力にもかかわらず、中共軍は長松洞近辺の地形を利用して1個排が殲滅されると2個排を補充して抵抗した。やがて午後8時30分に第3大隊は撤収した。
午後3時30分に第340団と交代した第112師第334団が駱駝稜線の第11中隊に圧力を加えてきた。第11中隊は陣地を固守していたが、やがて補給や通信が途絶え退路も遮断されて極限状態に置かれ、さらに4回にわたる交戦と砲撃によってかなりの損害を被り、弾薬の不足と給水問題が重なり深刻な状況となった。中共軍の兵力が南に移動し、午後5時以降は味方の攻撃が中断され、第11中隊は戦意を喪失して射撃は鈍くなり、前線離脱者が増えて防御陣地に亀裂が生じると混乱が生じた。影響は中隊全部に広がり、陣地が瓦解すると中隊長は「自己最善を尽くして395高地南に集結せよ」と命じ、第11中隊は包囲網を突破して撤退したが、翌8日朝に味方陣地にたどり着けた兵力は中隊長含む2個分隊だけであった。
駱駝稜線が喪失することで第1大隊の主峰防御は危機に瀕し、中共軍は駱駝稜線を足場にして395高地を攻撃した。第334団はそれまでの攻撃部隊とは異なり、395高地だけを狙うように火力と兵力を集中させて強力な攻撃を加えてきた。約2時間の激戦の末、395高地は中共軍に確保された。衝撃を受けた師団長は、部隊交代が必要だという判断のもとに、第30連隊は戦列を整備して中共軍の突破口拡大を阻止することに総力を傾け、第28連隊を進出させて陣地を回復した後、両連隊を現地で交代させることに決定した。
この時、頂上にあった米軍観測所のアダムス（Joseph C. Adams Jr）中尉の観測班は、まだ撤収せず掩体壕に位置していた。状況を把握すると、第213砲兵大隊に自身の掩体壕を目標に陣内射撃を要請した。第213砲兵大隊は韓国軍砲兵に追加火力を要請して、155ミリ曲射砲と作戦統制された8インチ曲射砲、韓国軍の105ミリ曲射砲を高地に集中させ、中共軍は大きな損害を受けた。
第9師団は10月8日午前2時付で「作戦指示第65号」を下達。指示が通達されたとき、第28連隊第1大隊は6日午後11時30分付で第30連隊に配属されて以降、395高地南東側陣地を防御しており、第28連隊の3個大隊のうち、作戦に使えるのは第2、3大隊だけであった。反撃には第2大隊が使用され、8日午前0時40分に攻撃を開始した。右第一線に第5中隊、左第一線に第6中隊、第7中隊を予備とし、第5中隊は稜線に沿って395高地正面を攻撃して、第6中隊は渓谷に沿って進出し、第7中隊は第6中隊に後続した。中共軍の抵抗は小さくなく、第5中隊の攻撃は8合目から3回阻止された。しかし西側稜線から進出した第30連隊第1大隊が側方から第28連隊第2大隊を支援すると第2大隊の攻撃は活気を帯びるようになり、8日午前2時40分に395高地を奪還することに成功し、同日に第28連隊と第30連隊の部隊交代も完了した。第28連隊は直ちに敵の反撃に備えて陣地を強化した。この戦闘での中共軍の損害は大きく、後に捕虜は攻撃に参加した中隊の多くは戦闘の2日後には20名未満に減少したと証言した。
3日目までに他方面の中共軍の迂回攻撃は減少し、395高地の攻撃に集中した。中共軍の火砲と迫撃砲は歩兵を支援するため、1日あたり平均4,500発の砲撃を行い、攻撃を再開するために新しい部隊を集結させていた。

### 第5次攻防戦
10月8日早朝、高地一帯が濃い霧で覆われた状況で中共軍は5度目の攻撃を再開した。午前5時30分に第334団は駱駝高地などを足場にし、大隊規模の新たな攻撃部隊を追加して三方向から395高地を攻撃した。
第28連隊第2大隊は濃い霧によって砲兵及び航空支援を十分に受けることができず、空軍機の誤爆を受けて、午前8時10分に主峰を中共軍に奪われた。報告を受けた第9師団は、予備の第28連隊第3大隊を投入することにして午後0時に作戦指示66号を隷下部隊に通達した。第28連隊第3大隊は、午後2時に255高地を出発して攻撃待機地点に移動し、午後5時に一斉攻撃する予定でしばらく待機した。
それまで国連軍砲兵の砲撃と空軍の近接航空支援が続いていた。第2大隊が反撃に失敗した後、制圧射撃をしていた砲兵は午後4時40分から攻撃準備射撃に切り替え、午後5時までの20分間の集中砲撃で395高地一帯を焦土化させた。第5空軍所属の戦闘爆撃機編隊が午前12時40分から攻撃開始前まで、10回にわたって中共軍の集結地と砲陣地、戦車を強打するなどした。
午後5時、第28連隊は第3大隊を投入して反撃を開始したが、中共軍の頑強な抵抗を受け死傷者が続出して進展はなかった。午後5時20分頃から砲撃を増強して攻撃部隊だけでなく395高地の主抵抗線一帯が硝煙で覆われた。これまで1日平均4,000～5,000発が砲撃されたが、8日の砲撃はその倍を上回り、特に第3大隊の攻撃後に加えられた砲撃は最も激しいものだった。
第9師団は使用可能な火力を総動員して最大限の最大限の支援射撃を加える一方、左右隣接師団に協力を要請して火力の増員を図り、航空照明下に105ミリ野砲大隊4個、155ミリ野砲大隊2個、第49砲兵大隊の8インチ砲、さらに隣接師団の砲兵まで加わり、射撃指揮本部の目標提示に基づいて猛烈な砲撃を行った。また2個戦車中隊と1個重迫撃砲中隊、歩兵大隊重火器中隊もこれに加わった。強力な火力支援を受けて第3大隊は午後10時に再度攻撃を行い、第2大隊の側方支援を受けながら1時間にわたって手榴弾戦を展開する中、中央の第10中隊が頑強な抵抗を押しのけて果敢に攻撃し、午後11時頃に395高地を奪還した。
しかしこれまでの戦闘で第28連隊と第30連隊は再編成が必要なほどに消耗していた。第9師団は捕虜の供述から中共軍の攻撃が当分の間続くものと判断し、第51連隊を右第一線に配置するとともに、第29連隊を395高地で運用する腹案で第28連隊、第29連隊を師団予備に転換した。
第29連隊は担当地域を第51連隊に引き継がせ、10月8日から9日の夜間に第1大隊と第3大隊を255高地及び火田里地域に移動させ、9日と10日夜間に第2大隊を255高地に集結させ師団予備として逆襲準備を整えた。

### 第6次攻防戦
10月9日午前0時20分、中共軍は新たに第114師隷下の第342団を投入して攻撃を開始した。中共軍は約1時間の攻撃準備射撃を実施し、395高地をはじめ、その左右の主抵抗線地域と後方の阻止陣地線地域に至るまで第28連隊の兵力配置場所のほぼ全域を、1,100発以上の砲弾で同時集中射撃した。これにより韓国軍は交戦前に死傷者が続出した。
主峰に配置された第28連隊第3大隊は、中共軍の砲撃が停止すると全火力を動員して最後阻止射撃を加え、砲兵は弾幕射撃を実施し、4.2インチ迫撃砲中隊と大隊の81ミリ迫撃砲中隊も加担した。395高地正面に1個大隊規模、高地東側の第28連隊第1大隊正面に2個中隊規模、西端の第30連隊第1大隊正面に1個中隊規模の兵力が投入され、これらは三方向からの波状攻撃を敢行したが、とくに395高地正面の部隊が執拗に攻撃を仕掛けてきた。第3大隊は手榴弾投擲戦の末陣地を固守した。この時、第30砲兵大隊は18門の砲を全て395高地北側の稜線に向けて時限信管による集中砲撃を加えて、395高地防衛に重要な役割を果たした。中共軍は約40分間の交戦で多数の死傷者を出して後退した。
第342団が後退すると、中共軍は前よりも激しい射撃を行い、1時間の落下弾数だけで1,780発に及び、国連軍砲兵もこれに対抗して制圧射撃を実施した。午前2時に砲撃は停止し、その5分後に中共軍が現れ、交戦が始まって1時間後の午前3時頃にさらに兵力を増員して395高地を集中的に攻撃した。これを受けて第28連隊第3大隊は支えきれず混乱に陥った状態で後退し、中共軍は395高地を越えて第28連隊第2大隊の地域にまで進出して突破口を拡大した。
第9師団、戦闘開始以来最大の危機を迎えることになり、中共軍の圧力は刻々と強化され、第28連隊第2大隊と第3大隊は無秩序に駅谷川に後退し、東側の第1大隊は陣地で白兵戦が展開され、西端の第30連隊も隣接大隊の後退により陣地を縮小した状態で苦戦していた。中共軍第342団は韓国軍の主抵抗線を突破して395高地南700メートル地点まで進出したが、砲撃と射撃によって駅谷川北の国連軍阻止線を突破することは出来なかった。第28連隊の戦況は極度に悪化し、第9師団は第29連隊を投入しなければならないと結論付け、10月9日午前7時付で「作戦命令第87号」を下した。
395高地の主抵抗線が突破されてから7時間後の9日午前10時に第29連隊は反撃を開始した。第3大隊を右に、第1大隊を左に配置し、395高地左右の稜線に進出させ、そこから挟撃した。連隊に配属された第53戦車中隊が中共軍の直射火器を制圧し、砲兵は中共軍側火力の2倍を上回る威力の砲撃を実施し、また第5空軍も攻撃開始後から10～30分間隔で連続出撃し、第9師団の提示した目標の中共軍火力を制圧した。第1大隊は中共軍の抵抗を掻い潜って午後3時5分頃に8合目の稜線まで進出した後、この日の真夜中まで4回にわたる突撃の末、主峰を奪還することに成功した。
第29連隊は、第1大隊と第3大隊を395高地左右の稜線と北斜面に配置して中共軍の反撃に備える一方、第30連隊第1大隊の陣地と接続して全面的に陣地を再調整した。
第9師団司令部では、金鐘五少将が戦闘地境線を再調整して配属関係を調整した「作戦指示68号」を下達した。10月10日午前0時30分時点で、第9師団主抵抗線右第一線に第51連隊、中央右第一線に第30連隊1個大隊、中央左第一線に第28連隊2個大隊、主峰を含む左第一線に第29連隊と第30連隊1個大隊を配置して中共軍の逆襲に備えた。

### 第7次攻防戦
9日の戦闘で退却した第342団は再編成を完了し、10月10日午前4時30分に大隊規模の兵力で濃霧を利用して反撃を開始した。国連軍は空軍や砲による支援が困難であるため計画されていた弾幕射撃だけで中共軍の進攻を防ごうとした。
第29連隊は、第1大隊と第3大隊に陣地を固守するよう命じる一方で、255高地に予備として置いてあった第2大隊に第一線の2個大隊を支援するようにした。第1大隊の陣地では手榴弾戦や白兵戦が展開され、第1大隊は波状攻撃を行う中共軍を撃退できず、最終的に主峰から退き、9合目で兵力を収拾することになった。第2大隊は駅谷川を越えて1個中隊を第3大隊に、主力を第1大隊に派遣した。兵力を収拾した第1大隊は一部の兵力で牽制しながら主力で反撃を開始した。一斉に手榴弾を投げた後、陣地に突入して中共軍兵士を射殺し、午前6時30分に高地頂上を奪還した。夜が明ける頃に、中共軍は下眞明洞に撤収し、第1大隊は第2大隊と合流して陣地を強化した。
戦況が好転すると、金鐘五少将は10月10日午前6時30分付で「作戦指示第69号」を下達し、第29連隊に配属された第30連隊第3大隊を原隊復帰させた。10日朝には補充兵力が第9師団に到着し、将校1名と士兵889名が各連隊に割り当てられ、損失兵力を充当した。

### 第8次攻防戦
10月10日午前8時、中共軍は再び攻撃を開始し、第29連隊第2大隊と第3大隊の戦闘地境線付近の北東側の稜線に浸透した。濃霧は午前11時まで続き、国連軍は早期に中共軍を発見できず航空近接支援や戦車砲の支援も十分にできなかっため、手榴弾戦となり、すぐに白兵戦に変化した。この頃、395高地北側の稜線を砲撃していた第213砲兵大隊の155ミリ砲弾が第3大隊陣地に落ちて混乱が生じ、これを契機に第3大隊は395高地南側の9合目まで押されてしまった。第3大隊はすぐに兵力を収拾して午前9時40分までに攻撃準備を完了し、50分間にわたって3回の逆襲を行った。
一進一退の攻防が繰り返されたが、高地を奪還することは出来なかった。通常の攻撃では奪還できないと判断した連隊長は、第2大隊と第3大隊の各中隊から特攻隊を選抜して手榴弾攻撃を仕掛けろという強硬な指示を下した。これにより5個中隊からそれぞれ10名を自主志願形式で特攻隊員を選抜して5個分隊からなる特攻小隊が編成され、12時を期して攻撃を開始した。陣地に迫った隊員達は手榴弾投擲距離まで接近すると手榴弾の洗礼を受けるが、第7中隊第3小隊長ソン・ユンギル（송용길）少尉の信号下で一斉に手榴弾の安全ピンを抜いて肉弾突撃を敢行した。特攻隊員は機関銃陣地を破壊した後、午後1時20分頃に戻って395高地を奪還した。
10月10日夜、中共軍の中隊は395高地と281高地の間の駅谷川を渡ろうとしたが、調整された照明支援を受けた第73戦車大隊C中隊によって大きな損害を出して後退した。

### 第9次攻防戦
金鐘五少将は、駱駝稜線などの中共軍に占領された前哨陣地を奪還して後患を除去することを決心して「作戦指示第72号」を下達した。
395高地北西の長松高地（無名高地）を目標A、駱駝稜線を目標Bとし、第30連隊は11日午前8時を期して1個大隊を投入して目標A、Bを奪取して一帯の中共軍を完全に撃滅することであった。
第9師団が新たな攻撃作戦を準備中に中共軍は第335団を再投入してきた。10日午後から前線が小康状態になると、第335団は密かに駱駝稜線に移動し、日没が近づいた午後6時を期して攻撃を開始した。395高地北斜面の第2大隊陣地で交戦が始まり、開始から45分で中共軍は陣地を突破し、第2大隊各中隊の兵力は無秩序に395高地南の渓谷に後退した。さらに第3大隊陣地でも戦闘が展開され、午後7時30分には、この両大隊の有線と無線の両方が途絶え状況把握が難しい状況に至り、それから戦闘は翌11日午前4時まで続いた。
戦況が変化したため、第9師団では「作戦指示第72号」の修正指示第1号を下達した。
指示に基づき第29連隊と第30連隊は攻撃を開始し、第29連隊は午前12時4分に395高地を奪還して、続いて第30連隊が目標Aを占領した。しかし第30連隊では反撃を企図した中共軍によって12日まで激戦が繰り広げられた。

### 第10次攻防戦
第28連隊は、395高地頂上に第1大隊を、南側稜線に第2大隊主力、東南側稜線に第3大隊をそれぞれ配置していた。午後3時30分から中共軍が攻撃を開始し、第2大隊の先鋒である第6中隊は射撃戦を展開した。午後4時20分には下眞明洞から1個大隊規模の部隊が接近し、午後5時40分には頂上まで押されていた。中共軍は第2中隊陣地正面に集中し、そこから突破口を拡大して頂上を瞬時に占領した。
第1大隊が頂上から退くと、第2大隊と第3大隊も影響を受け、午後8時にそれぞれ占領していた陣地を退いた。第28連隊長は、第2大隊と第3大隊をもって高地の中間地点に東の第28連隊第2大隊と西の師団捜索中隊と連携した一連の阻止陣地を編成して、頂上の中共軍を牽制する一方、第1大隊の戦列を収拾してすぎに反撃を敢行した。
師団長は、午後11時付で「作戦指示第73号」を下達して第28連隊の戦闘正面を縮小して駅谷川間地域を右第一線の第51連隊に引き継がせた。午後8時に第51連隊第3大隊は第28連隊第2大隊の陣地を引き受け、第51連隊は駅谷川西岸の395高地を除いた師団の全戦線を担当することになった。
10月12日午前2時30分に「作戦命令第78号」を下達し、第30連隊が攻撃することになった。第30連隊は、255高地の主力を395高地南に推進させ、第1大隊を攻撃部隊に選定した。午前8時、第1大隊は砲兵の支援下に攻撃を開始したが、8合目稜線で中共軍と激突し、そこから進展はなかった。午前10時から第2大隊が東南側稜線に投入され、第1大隊と第2大隊で挟撃し、午後1時20分頃に高地を奪還した。

### 第11次攻防戦
高地を奪還した第30連隊は「作戦指示第74号」に基づいて第29連隊の任務を引き継いだ。しかし中共軍は395高地を喪失した直後、駱駝稜線で掩護射撃を加えながら、午後2時40分に逆襲を試みた。大隊はすぐに砲撃を誘導したが、中共軍は砲撃を掻い潜り、395高地頂上東北側の第3大隊第9中隊の陣地に殺到した。当時、第3大隊は第29連隊第3大隊の陣地を引き受ける途中であったが、攻撃を受けると両大隊は陣地交代を中断し、集中射撃を加えて中共軍の侵入を阻止した。1時間10分の交戦で中共軍はほとんどの兵力を失い、午後4時50分を前後して下眞明洞方面に後退した。
第30連隊は午後5時30分頃に第29連隊の陣地の引継ぎを完了し、頂上に第1大隊、西南側稜線に第2大隊、東南側9合目稜線に第3大隊を配置した。

### 第12次攻防戦
10月12日夜、中共軍は夜間攻撃を実施した。夜間攻撃は12日午後7時30分から13日午前3時35分まで3回にわたって行われたが、第30連隊は最後まで陣地を守り通した。255高地の第30連隊観測所で戦況を見守っていた師団長は、13日午前2時を前後して第30連隊の防御は成功すると確信して第28連隊に口頭で駱駝稜線を攻撃するよう命じた。しかし第28連隊の攻撃と同じ頃、第30連隊は中共軍の攻撃を受けて395高地主峰から退いた。午前3時、師団長は第28連隊に攻撃を続けるように命じた。1個大隊は頂上へ直進し、2個大隊は西側に移動して395高地北斜面の中共軍と接敵し、激しい白兵戦の末、目標を達成した。
10月14日早朝、第29連隊は短時間の攻撃準備射撃の後、攻撃を開始した。
第29連隊が激しい肉弾戦を展開し、10月15日に頂上奪還に成功した。勢いに乗った第29連隊は395高地北方のラクダ稜線上の前哨陣地を奪還し、中共軍を完全に撃退した。ほぼ壊滅状態に陥った第38軍は隷下の部隊を逐次に撤収させて戦線から離脱したものと判断された。また281高地のフランス大隊も多くの人的消耗を出しながら最後まで陣地を確保し、第9師団の395高地確保に寄与した。

## 要因
韓国軍が防御に成功した理由は資材と技術の２つに大きく分けられる。
攻撃の兆候と投降した中共軍将校の情報により、師団長は主抵抗線を強化し、追加の地雷と障害物を敷設し始め、これによって韓国軍の防御が大幅に向上した。強化された陣地は急造だったが、中共軍の最初の砲撃から多くの兵士を救うのに役立った。さらに395高地の防御兵力を2個大隊にしたことで、中共軍の1個大隊の防御兵力に基づいた攻撃計画を挫折させた。
捕虜の供述によってジェンキンス中将は米軍砲兵で支援するために調整することができた。第9軍団砲兵は支援部隊の緊密な協力と一元的な指揮を確保した。第9軍団司令部と第213砲兵大隊で完全な対砲兵準備計画が作成され、10月5日までに全ての大隊に配布された。計画は中共軍の攻撃が始まるとすぐに実行され、戦闘を通して修正された。第9師団に配属された米軍顧問は、砲兵の有効性について「いくつかの大隊による同時弾着射撃は戦闘の重要な時期に敵を何度も攻撃し、得られた土地を確保させないことに大きな役割を果たした。同様に増援が分散したのは、彼らの献身が戦闘で影響力が持った可能性があったときでした」と証言した。中共軍の砲兵の効力は低下し、戦場で孤立した歩兵は数的優位を発揮できなくなり、第38軍は代償を払うことになった。
第1砲兵団の砲手は砲兵訓練を修了したばかりであったが、歩兵を支援するため何千発の砲弾を撃ち込んだ。
またジェンキンス中将は、工兵、対空部隊、サーチライト、戦車などの軍団資源をまとめた。明らかに「戦車国」ではない地形を越えて米韓の戦車隊は印象的な功績を挙げた。戦車部隊は395高地防御部隊の側面に対する接近路を遮断し、中共軍に正面攻撃を強要させた。韓国軍の第53戦車中隊も395高地東側の側面を担当し、中共軍の援軍を監視及び阻止するために重要な役割を果たした。
アメリカ空軍は昼間669回、夜間76回出撃し、第9師団の395高地確保に寄与した。航空支援計画は砲兵計画と調整されており、韓国軍の近接航空支援のために摩擦に悩まされることなく進められた。天候も良好で観測や空襲を妨げるものはなかった。空軍は25の砲兵陣地、61の掩蔽壕、870メートルの塹壕線、4両の戦車、4両の車両を破壊したと主張した。
この戦闘で火力を円滑に運用するためには指揮統制に難点があった。第9師団はこれまで第30砲兵大隊だけで作戦を遂行してきたが、軍団の各種火力資源が加わり、空軍は海軍機も支援し、指揮統制が複雑になった。また師団を直接支援する第1砲兵団は1952年1月21日に創設された新編部隊であり、さらに韓国軍はこれまで一度も師団級の火力支援調整所（Fire Support Coordination Center）を運用した経験が無かった。このため第9師団は効果的な火力支援のために少しの柔軟性を加味した指揮体系を構成した。まず第1砲兵団は火力関連の最上位部隊として師団全体の火力を統制し、師団の火力支援調整所を形成した。しかし第9師団との協同作戦の経験が少なく人材と能力の制限から、歩兵と連携した近接地域に関しては師団砲兵である第30砲兵大隊が担当した。第1砲兵団は、全体的な資源配分と軍団の支援部隊を活用した後方地域と、空軍と海軍の航空支援に対する部分を引き受けた。このような二重指揮構造は混乱を招く可能性があったが、戦闘期間中は円滑に動作した。
2つ目の要因は1951年秋から開始されたヴァン・フリート将軍主導の将兵訓練計画によって韓国軍の能力が向上したためであった。
頂上奪取をめぐる攻撃と奪取、逆襲の順に展開された交戦の持続時間はそうでない戦闘に比べて相対的に長く行われた。特に第4次、第5次、第6次、第9次、第10次の攻防戦は最短12時間、最長24時間以上持続した戦闘だった。これらから1951年の史倉里戦闘、横城戦闘、懸里戦闘などで韓国軍が敵部隊とまともに交戦さえできずに崩壊した戦闘とは異なり、第9師団の隷下部隊は長時間中共軍と接戦を継続した。また各攻防戦間の間隔は、第1時から第3時まではほぼ連続的に行われ、第4時から第11次攻防戦が展開された8日間は、交戦が止まっていた時間は8時間30分程度に過ぎなかった。10月7日午後から15日正午頃まで銃声と砲撃が止まっていた時間は長くとも2時間以内であった。数回の交戦がほとんど休むことなく継続されたが、これを通じて第9師団の師団長と連隊長の効率的な部隊交代と戦闘運用、改善された作戦指揮能力を垣間見ることができる。
金鐘五少将は戦闘中に、部隊の活気を保ち、敗北によって部隊の結束力と効力が損なわれるのを防ぐために、定期的な部隊交代を実施した。将校も重要な役割を果たし、彼らの存在が兵士を後退ではなく、目の前の敵に集中させ続けることを確実にした。兵士を塹壕に留めておく、もしくは重火器や手榴弾に直面させるために何度も斜面を登らせることは、指導力、忍耐力、愛国的な動機による信じられない功績であった。大隊の攻撃性は防御、撤退、反撃を繰り返し、主導権が完全に中共軍に移ることを防いだ。

## 損害
| 区分         | 区分         | 中共軍          | 中共軍        | 中共軍       | 区分 | 韓国軍          | 韓国軍          | 韓国軍          | 韓国軍        |
| ------------ | ------------ | --------------- | ------------- | ------------ | ---- | --------------- | --------------- | --------------- | ------------- |
| 区分         | 区分         | 中共軍          | 中共軍        | 中共軍       | 区分 | 第9師団戦闘詳報 | 第9師団戦闘詳報 | 第9師団戦闘詳報 | 第9軍団報告書 |
| 区分         | 区分         | 第9師団戦闘詳報 | 第9軍団報告書 | 中共軍公刊史 | 区分 | 将校            | 士兵            | 計              | 第9軍団報告書 |
| 戦死         | 確定         | 8,234           | 2,695         | 1,748        | 戦死 | 22              | 483             | 505             | 421           |
| 戦死         | 推定         | 6,098           | 1,873         | 1,748        | 戦死 | 22              | 483             | 505             | 421           |
| 戦死         | 航空         |                 | 707           | 1,748        | 戦死 | 22              | 483             | 505             | 421           |
| 負傷（推定） | 負傷（推定） | 1,001           | 4,241         | 3,062        | 負傷 | 93              | 2,423           | 2,516           | 2,391         |
| 捕虜         | 捕虜         | 57              | 51            | 562（失踪）  | 失踪 | 2               | 389             | 391             | 507           |
| 計           | 計           | 15,390          | 9,567         | 5,372        | 計   | 117             | 3,295           | 3,412           | 3,319         |

第9師団の総死傷者数は約3,000名であった。この中で戦死者は全体の6分の1程度であり、行方不明者も10パーセント以上であるため、全体で戦死者と行方不明者が相対的に高い割合を占めていた。
白馬高地で発生した死傷者の規模は、1951年2月11日～13日の間に起きた横城の戦いで韓国軍第8師団が出した7,464名（ほとんど捕虜か行方不明者）の死傷者とは比較できないほど少ないが、砥平里の戦いで米第23連隊戦闘団が中共軍数個師団との戦闘で発生した死傷者は計342名（死亡51名、負傷250名、行方不明42名）であるため、それより多くの死傷者が白馬高地の戦闘で発生した。朝鮮戦争で米軍が参加した代表的な高地戦として知られる断腸の稜線の戦いで発生した米第2師団とフランス大隊の死傷者は3,762名（戦死597名、負傷3,055名、行方不明84名）であり、これは第9師団が白馬高地戦闘で受けた人命被害規模に近い数字である。また1953年7月のポークチョップヒルの戦いで発生した米第3師団の死傷者は1,118名（死亡52名、負傷894名、行方不明172名）だったが、これは第9師団の死傷者の約3分の1程度であった。朝鮮戦争中に起きた他の戦闘と比較すると白馬高地の戦闘で発生した第9師団の死傷者の規模が比較的大きく、それだけ戦いは激しいものだった。
第38軍の被害記録は資料によって大きな差があるが、この中でも戦死者と負傷者の数に大きな格差がある。破虜湖の戦いを除いて中共軍が韓国軍師団との戦闘でこれほど死傷者と装備の喪失に苦しんだことはなかった。何人かの捕虜は、攻撃連隊の中隊は平均15～20名に減少したとし、また死者の数は負傷者の数をはるかに上回っていると供述した。これは中共軍の避難施設の不足と車両輸送を妨害した空軍と砲兵による攻撃のためであった。

## 戦闘後

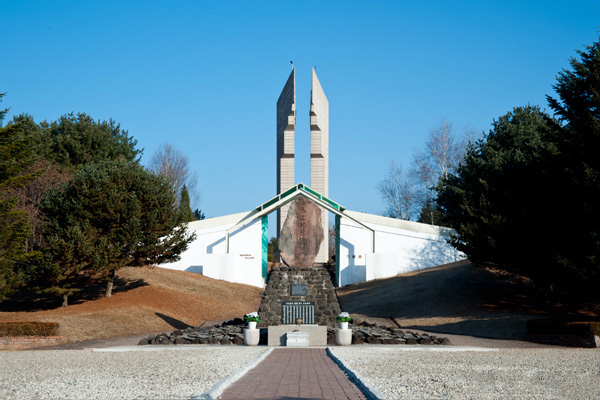
記念碑

この戦闘による第9師団の能力は、韓国軍が発展させた統率力、技能、経験に対する優れた証明とジェームズ・ヴァン・フリートの称賛を提供した。またヴァン・フリート将軍は10月10日に知人のムード（Orlando C. Mood）少将に送った手紙で「鐵原地域における第9師団の素晴らしい仕事はとても誇りに思っている」と書いている。
白馬高地の戦いで第9師団が勝利したことは、1952年5月から米軍が主導していた韓国軍増強事業に一層拍車をかけるきっかけとなった。米国の軍事政策立案者は、1951年に韓国軍が見せた指揮官の能力不足や訓練未熟などを理由に韓国軍の再編成と増強に概ね否定的な立場を取っていたが、韓国軍部隊が中共軍部隊を制圧することをきっかけに韓国軍の戦略的価値について再評価し始めた。白馬高地の勝利は韓国軍の増強と発展に大きく貢献した。
第38軍は損失が大きく第23軍と交代して後方任務に就いた。第38軍は395高地に対して2個師団、281高地に3個目の師団を投入して敗北した。中国は395高地と281高地を確保できなかった主要な原因について、早急な計画の立案、不適切な目標の選定、情報の漏洩の3つとしている。中共軍は不十分な対空防御、部隊集結地域、後方支援地域があった場合の国連軍砲兵と戦術空軍力の有用性について教訓を得た。中共軍はこれらの教訓を素早く学び、三角高地や狙撃稜線での戦闘（中国側呼称：上甘岭战役）で適用された。
第9師団を指揮した金鐘五少将は10月26日付で陸軍士官学校校長に転任した。後任は金點坤准将が赴任し、狙撃稜線の戦闘を指揮するようになった。
395高地は激しい砲撃によって、山の高さが1メートルほど低くなり禿山となった。その姿が白馬が伏せている様に見えたため、後に「白馬高地」と呼ばれるようになった。また第9師団もこの戦闘から白馬部隊と呼ばれるようになった。
師団長の金鐘五少将、第28連隊11中隊長代理の鄭洛亀少尉（戦死）、第29連隊第9中隊所属の金萬洙二等中士（戦死）に殊勲十字章が授与された。連隊長の李周一、金鳳喆、林益淳にはレジオン・オブ・メリットが授与された。大隊長の李大哲、朴燦剛、金慶珍（戦死）にシルバースターが授与された。
金鐘五少将、金慶珍中領に太極武功勲章が授与された。
朝鮮戦争休戦後、韓国軍第5師団と鉄原郡大馬里（대마리）の住民は記念館と戦跡碑、慰霊碑を建てた。また、2012年11月20日に鉄原郡に開業した京元線の駅は、この戦闘にちなんで白馬高地駅と名付けられている。